# SRS Distribution 250
Das SRS Distribution 250 war ein jährlich stattfindendes Autorennen der NASCAR Xfinity Series. Es wurde auf dem Texas Motor Speedway in Fort Worth, Texas ausgetragen. Erstmals wurde es im Jahre 1997 mit dem Namen Coca Cola 300 ausgetragen, Mark Martin gewann das Rennen, sowie noch zwei weitere Male (1999, 2000), womit er der siegreichste Fahrer des O’Reilly 300 ist.
Seit der Saison 2005 wird jährlich noch ein zweites NASCAR-Nationwide-Series-Rennen auf dem Texas Motor Speedway ausgetragen, die O’Reilly Challenge.

## Bisherige Sieger
- 2016: Kyle Busch
- 2015: Erik Jones
- 2014: Chase Elliott
- 2013: Kyle Busch
- 2012: Ricky Stenhouse junior
- 2011: Carl Edwards
- 2010: Kyle Busch
- 2009: Kyle Busch
- 2008: Kyle Busch
- 2007: Matt Kenseth
- 2006: Kurt Busch
- 2005: Kasey Kahne
- 2004: Matt Kenseth
- 2003: Joe Nemechek
- 2002: Jeff Purvis
- 2001: Kevin Harvick
- 2000: Mark Martin
- 1999: Mark Martin
- 1998: Dale Earnhardt junior
- 1997: Mark Martin